# Laurence Dourlens
 (octobre 2019).
Si vous disposez d'ouvrages ou d'articles de référence ou si vous connaissez des sites web de qualité traitant du thème abordé ici, merci de compléter l'article en donnant les références utiles à sa vérifiabilité et en les liant à la section « Notes et références ».
 (juillet 2025).
Motif : Absence de source secondaire centrée dans cette liste interminable de doublages et rôles mineurs. WP n'est pas une plaquette de présentation ni une base de données.
- Archive Wikiwix
- Bing
- Cairn
- DuckDuckGo
- E. Universalis
- Gallica
- Google
- G. Books
- G. News
- G. Scholar
- Persée
- Qwant
- (zh) Baidu
- (ru) Yandex
- (wd) trouver des œuvres sur Wikidata

| 1. | Préciser le motif de la pose du bandeau. | Précisez le motif de la pose du bandeau en utilisant la syntaxe suivante : {{admissibilité à vérifier\|date=août 2025\|motif=remplacez ce texte par le motif}}                         |
| 2. | Informer les utilisateurs concernés.     | Pensez à avertir le créateur de l'article, par exemple, en insérant le code ci-dessous sur sa page de discussion : {{subst:avertissement admissibilité à vérifier\|Laurence Dourlens}} |

Laurence Dourlens, née le 5 avril 1967 à Colmar, (Haut-Rhin), est une comédienne française, spécialisée dans le doublage.
Elle est notamment la voix française de Melissa George dans la série Alias, Jorja Fox dans la série Les Experts et de Joely Richardson dans la série Nip/Tuck.

## Filmographie
- 1987 : La Peau de l'ours n'est pas à vendre de Jean Jabely
- 1988 : Les Gauloises blondes  de Jean Jabely : Ulate, la fille du chef

## Doublage
Note : Les dates indiquées en italique correspondent aux sorties initiales des films auxquels Laurence Dourlens a participé aux redoublages et / ou aux doublages tardifs.

### Cinéma

#### Films
- Naomi Watts dans :
  - Le Divorce (2003) : Roxeanne « Roxy » de Persand
  - J'adore Huckabees (2004) : Dawn Campbell
  - Stay (2005) : Lila Culpepper

- Judy Greer dans :
  - Marmaduke (2010) : Debbie Winslow
  - Halloween (2018) : Karen Nelson
  - Halloween Kills (2021) : Karen Nelson

- Linda Cardellini dans :
  - Very Bad Dads (2016) : Sara Whitaker
  - Very Bad Dads 2 (2017) : Sara Whitaker

- Joely Richardson dans :
  - Red Sparrow (2018) : Nina Egorova
  - Color Out of Space (2019) : Theresa

- Jennifer Robertson dans :
  - Que souffle la romance (2021) : Lisa
  - Hello, adieu, et nous au milieu (2022) : Nancy

- 1996 : Race the Sun : Sandra Beecher (Halle Berry)
- 1999 : Un homme idéal : Samantha Feld (Tia Carrere)
- 2001 : La Revanche d'une blonde : Brooke Taylor Windham (Ali Larter)
- 2007 : XXY : Erika (Carolina Peleritti)
- 2008 : Un jour, peut-être : Sarah Hayes / Emily Jones (Elizabeth Banks)
- 2008 : Le Roi Scorpion 2 : Guerrier de légende : Layla (Karen David)
- 2008 : Beethoven : Une star est née ! : Lisa (Jennifer Finnigan)
- 2009 : Clones : Maggie Greer (Rosamund Pike)
- 2009 : Harry Brown : Alice Frampton (Emily Mortimer)
- 2011 : Twilight, chapitre IV : Révélation : Leah Clerwater (Julia Jones)
- 2013 : Mes sœurs : Clara (Lisa Hagmeister (de))
- 2013 : Am Hang : Eva Nirak (Sophie Hutter)
- 2016 : SOS Fantômes : Jennifer Lynch, l'adjointe au maire (Cecily Strong)
- 2016 : Special Correspondents : Eleanor Finch (Vera Farmiga)
- 2016 : Blue Jay : Amanda (Sarah Paulson)
- 2017 : Take Me : Cathy (Brooke Dillman (en))
- 2018 : La Favorite : Mae (Jenny Rainsford (en))
- 2019 : DJ Cendrillon (pt) : Patricia (Fernanda Paes Leme)
- 2019[1] : Les Disparues de Valan : Lilla (Emőke Pál (hu))
- 2020 : Marraine ou presque : Barb (Stephnie Weir (en))
- 2020 : Books of Blood : Mary (Anna Friel)
- 2021 : American Nightmare 5 : Sans Limites : Cassidy « Cassie » Turner (Cassidy Freeman)
- 2022 : Le Dirigeant (es) : ? ( ? )
- 2023 : La Probabilité statistique de l'amour au premier regard : Tessa Jones (Sally Phillips)

#### Films d'animation
- 1982 : Cobra, le film : Catherine
- 1988 : Appleseed : Athena
- 2001 : Bécassine, Le Trésor Viking
- 2006 : Paprika : Chiba Atsuko
- 2008 : Dead Space Downfall : Alissa Vincent

### Télévision

#### Téléfilms
- Tia Carrere dans :
  - Un homme idéal (2002) : Samantha Feld
  - Ma famille à tout prix (2004) : Vicki Westin
  - Supernova (2005) : Lisa Delgado
  - Mickey Matson 2 : Le code des pirates (2014) : Kelly

- Ann-Kathrin Kramer dans :
  - Les enfants contre-attaquent (2006) : Sabina Brenner
  - Alexandra : Disparue (2011) : Anna Walch
  - La loi du silence (2012) : Hella Wiegand
  - Katie Fforde : Familie auf Bewährung (it) (2018) : Jane Grant

- Tracy Nelson dans :
  - The Wrong Friend (2018) : Mme Nelson
  - Trouver l'amour à Noël (2019) : Mme Russell
  - Un ex toxique (2022) : Dr Lawrence

- Mercedes Colon dans :
  - Le scandale des baby-sitters (2015) : l'inspecteur Rodriguez
  - Dans les griffes de mon patient (2018) : le lieutenant Meadows

- Kimberly Elise dans :
  - Des mains en or (2009) : Sonya Carson
  - La fin du voyage (2014) : Janelle

- 1986 : La loi du campus : Christie (Lori Loughlin)
- 1993 : Petits cauchemars avant la nuit : Anne (Alex Datcher)
- 2002 : Carrie : Miss Desjarden (Rena Sofer)
- 2003 : La Villa des souvenirs : Katherine Wentworth (Joely Richardson)
- 2008 : Le Prince d'à côté : Babette Plettenberg (Bianca Hein)
- 2008 : Secrets inavouables : Holly (Catherine Mary Stewart)
- 2009 : Au-delà des apparences : Jenn Corbin (Stefanie von Pfetten)
- 2011 : La Tentation d'aimer : Maria (Stefanie Stappenbeck)
- 2012 : La tour : Judith Schevola (Valery Tscheplanowa)
- 2013 : Un été à Rome : Susanne Heinrich (Esther Schweins)
- 2016 : La Seconde Femme : Kate Jennings (Kimberley Hews)
- 2017 : Ta famille m'appartient : Jackie (Annie Wersching)
- 2017 : Vengeance en ligne : Emily (Brooke Langton)
- 2018 : Petits meurtres et confidences : l'art du meurtre : Debra (Christina Cox)
- 2018 : Bébés surprises : Kathrin Niebling (Bettina Zimmermann)
- 2018 : L'ambassadrice de Noël : Kirsten (April Matson)
- 2019 : Share : Kerri (Poorna Jagannathan)
- 2021 : Ta famille doit mourir : Grace (Allison McAtee)

#### Séries télévisées
- Melissa George dans (8 séries) : 
  - Alias (2003-2005) : Lauren Reed (23 épisodes)
  - Grey's Anatomy (2008-2009) : Dr Sadie Harris, interne en chirurgie (saison 5)
  - Lie to Me (2010) : Clara Musso (saison 2)
  - Hunted (2012) : Samantha « Sam » Hunter (8 épisodes)
  - The Good Wife (2013-2014) : Marilyn Garbanza (saison 5)
  - The Slap (2015) : Rosie Weschler (mini-série)
  - The First (2018) : Diane Hagerty (épisodes 2 et 5)
  - Bad Mothers (en) (2019) : Charlotte Evans (mini-série)

- Erin Daniels dans (5 séries) :
  - Boomtown (2003) : l'officier Karen Crane (saison 1)
  - The L Word (2004-2007) : Dana Fairbanks (39 épisodes)
  - Justice (2006) : Betsy Harrison (3 épisodes)
  - Dexter (2006) : la voisine de Rita (saison 1, épisode 4)
  - Swingtown (2008) : Sylvia Davis (saison 1)

- Annie Wersching dans (5 séries) :
  - 24 Heures chrono (2009-2010) : Renee Walker (37 épisodes)
  - Dallas (2013) : Alison Jones (saison 2)
  - Castle (2013-2015) : Dr Kelly Nieman (3 épisodes)
  - Vampire Diaries (2015-2016) : Lily Salvatore (18 épisodes)
  - Major Crimes (2016) : l'agent spécial du FBI Liz Soto (saison 5, épisode 3)

- Joely Richardson dans (4 séries) :
  - Nip/Tuck (2003-2010) : Julia McNamara (100 épisodes)
  - Les Tudors (2010) : Catherine Parr (saison 4)
  - Emerald City (2017) : Glinda, la sorcière du Nord (7 épisodes)
  - Sandman (2022) : Ethel Cripps (saison 1)

- Cassidy Freeman dans (4 séries) :
  - Smallville (2008-2011) : Tess Mercer (64 épisodes)
  - Longmire (2012-2017) : Cady Longmire (63 épisodes)
  - Once Upon a Time (2013) : Jack (saison 2, épisode 13)
  - The Righteous Gemstones (depuis 2019) : Amber Gemstone

- Anne Heche dans (4 séries) :
  - Hung (2009-2011) : Jessica Haxon (30 épisodes)
  - Quantico (2015 / 2018) : Dr Susan Langdon (saison 1, épisode 9 et saison 3, épisode 9)
  - The Brave (2017-2018) : Patricia Campbell (13 épisodes)
  - Chicago Police Department (2018-2019) : Katherine Brennan (11 épisodes)

- Marina Benedict (en) dans (4 séries) :
  - Esprits criminels (2015) : Ellen Clark (saison 11, épisode 5)
  - Prison Break (2017) : Emily « A&W » Blake (saison 5)
  - Gotham (2017) : Cherry (saison 4)
  - Wisdom : Tous contre le crime (2018) : Destiny (épisode 12)

- Natasha Gregson Wagner dans :
  - Ally McBeal (1998) : Hannah Puck (saison 2, épisode 5)
  - Pasadena (2001) : Beth Greeley (13 épisodes)
  - Les 4400 (2005-2007) : April Skouris (9 épisodes)

- Tia Carrere dans :
  - Sydney Fox, l'aventurière (1999-2002) : Sydney Fox (66 épisodes)
  - Newport Beach (2006) : Dean Torres (saison 4, épisode 2)
  - Nip/Tuck (2007) : Dark Pain, la maîtresse sado-maso (saison 5, épisode 1)

- Jorja Fox dans :
  - Les Experts (2000-2015) : Sara Sidle (296 épisodes)
  - Drop Dead Diva (2009) : Marianne Neely (saison 1, épisode 6)
  - Les Experts : Vegas (2021) : Sara Sidle (saison 1)

- Deanne Bray dans :
  - Sue Thomas, l'œil du FBI (2002-2005) : l'agent spécial Sue Thomas (56 épisodes)
  - Rescue Me : Les Héros du 11 septembre (2006) : RoseMary Gavin (saison 3, épisode 12)
  - Heroes (2009-2010) : Emma Coolidge (saison 4)

- Abby Brammell dans :
  - The Shield (2005) : Sara Frazier (saison 4)
  - The Unit : Commando d'élite (2006-2009) : Tiffy Gerhardt (69 épisodes)
  - 9-1-1 (2018-2021) : Eva Mathis (6 épisodes)

- Anna Wood (en) dans :
  - Reckless : La Loi de Charleston (2014) : Jamie Sawyer (13 épisodes)
  - Madam Secretary (2014-2015) : Sarah Eckhart (saison 1)
  - Falling Water (2016-2018) : Olivia Watson / la Femme en rouge (12 épisodes)

- Denise Crosby dans :
  - Star Trek : La Nouvelle Génération (1987-1994) : le lieutenant Tasha Yar (31 épisodes)
  - Suits : Avocats sur mesure (2019) : Faye Richardson (saison 9)

- Brooke Langton dans : 
  - Melrose Place (1996-1998) : Samantha Reilly (68 épisodes)
  - Traque sur Internet (1998-1999) : Angela Bennett (22 épisodes)

- Angela Featherstone dans :
  - Providence (2000) : Andi Paulsen (9 épisodes)
  - Le Protecteur (2003-2004) : Suzanne Pell (saison 3)

- Bianca Kajlich dans :
  - Boston Public (2000-2001) : Lisa Grier (saison 1)
  - Legacies (2019-2021) : la shérif « Mac » Machado (8 épisodes)

- Tracy Middendorf dans :
  - 24 Heures chrono (2002) : Carla Matheson (saison 2)
  - Lost : Les Disparus (2007) : Bonnie (saison 3, épisodes 21 et 22)

- Elizabeth Bogush (en) dans :
  - Scrubs (2002) : Alex Hanson (saison 2)
  - Esprits criminels (2016) : Ellie Zumwalt (saison 11, épisode 17)

- Kimberly Elise dans :
  - Close to Home : Juste Cause (2005-2007) : Maureen Scofield (43 épisodes)
  - Private Practice (2007) : Angie Paget (saison 1, épisode 6)

- Gretchen Mol dans : 
  - Life on Mars (2008-2009) : Annie Norris (17 épisodes)
  - Yellowstone (2018) : Evelyn Dutton (saison 1, épisodes 3 et 7)

- Dawn Olivieri dans :
  - Vampire Diaries (2011) : Andie Star (5 épisodes)
  - Secrets and Lies (2016) : l'inspecteur Felicia Sanchez (saison 2)

- Sienna Guillory dans :
  - Luther (2013) : Mary Day (saison 3)
  - Fortitude (2015-2018) : Natalie Yelburton (24 épisodes)

- Vera Farmiga dans :
  - Bates Motel (2013-2017) : Norma Bates (50 épisodes)
  - Dans leur regard (2019) : Elizabeth Lederer (mini-série)

- Stephanie Cleough dans :
  - The Originals (2015-2016) : Alexis (saison 3)
  - Legends of Tomorrow (2016) : la capitaine Eve Baxter (saison 1, épisode 7)

- Drea de Matteo dans :
  - Shades of Blue (2016-2018) : l'inspecteur Tess Nazario (36 épisodes)
  - A Million Little Things (2019) : Barbara Nelson (8 épisodes)

- Tennille Read dans :
  - Workin' Moms (2018-2021) : Bianca (16 épisodes)
  - SurrealEstate (en) (2021) : Megan Donovan (10 épisodes)

- Simone Kirby (en) dans :
  - His Dark Materials : À la croisée des mondes (2020-2022) : Dr Mary Malone (12 épisodes)
  - The One (2021) : Charlotte Driscoll (mini-série)

- 1991 : Helena : Debora Meireles (Vivianne Pasmanter)
- 1997-1998 : Profiler : Sharon Lescher (Traci Lords) (saison 2)
- 1998-1999 : Incorrigible Cory : Lauren (Linda Cardellini) (4 épisodes)
- 1998-1999 : Helicops : le commissaire principal Jenny Harland (Doreen Jacobi) (saison 1)
- 1999-2002 : Invasion planète Terre : Renee Palmer (Jayne Heitmeyer) (66 épisodes)
- 1999-2002 / 2006-2008 : Les Feux de l'amour : Ramona Carceres (Gladise Jiminez) (51 épisodes) et l'inspecteur Maggie Sullivan (Tammy Lauren) (107 épisodes)
- 2000 : Farscape : Jenavian Charto (Bianca Chiminello) (saison 2, épisodes 11 à 13)
- 2000-2001 : Dawson : Gretchen Witter (Sasha Alexander) (20 épisodes)
- 2001-2002 : Angel : Justine Cooper (Laurel Holloman) (8 épisodes)
- 2002-2003 : Fastlane : Wilhelmina « Billie » Chambers (Tiffani-Amber Thiessen)
- 2002-2003 : Jeremiah : Meaghan Lee Rose (Suzy Joachim) (6 épisodes)
- 2004-2006 : Sur écoute : Theresa D'Agostino (Brandy Burre) (15 épisodes)
- 2005 : Kevin Hill : Melanie West (Meagan Good) (4 épisodes)
- 2005-2006 : Le Destin de Lisa : Mariella von Brahmberg (Bianca Hein)
- 2005-2008 : Matrioshki : Le Trafic de la honte : Kalinka (Ievguenia Brik) (12 épisodes)
- 2006 / 2007 : Dr House : Maria Palko (Samantha Mathis) (saison 2, épisode 15), Lupe (Monique Gabriela Curnen) (saison 3, épisode 20)
- 2007-2008 : Mon oncle Charlie : Courtney (Jenny McCarthy) (1re voix, saison 5)
- 2007 / 2011 : Desperate Housewives : Lydia Lindquist (Sarah Paulson) (saison 4, épisode 7 et saison 8, épisode 3)
- 2008 : Weeds : Lisa (Julie Bowen) (saison 4)
- 2008 : La Petite Dorrit : Mlle Wade (Maxine Peake) (mini-série)
- 2008-2009 : Crash : Ann Finnet (Trilby Glover (en)) (5 épisodes)
- 2009 : Les Enquêtes de Murdoch : Enid Jones (Sarah Allen (en)) (saison 2, épisodes 8 à 12)
- 2009-2010 : Gossip Girl : K. C. Cunningham (Deanna Russo) (4 épisodes)
- 2009-2011 : Southland : l'officier Chikie Brown (Arija Bareikis) (19 épisodes)
- 2010 : Les Enquêtes du commissaire Winter : Nina Lorrinder (Meliz Karlge (sv)) (saison 3, épisodes 3 et 4)
- 2010 : Trois Bagues au doigt : Trudy Rumson (Elizabeth Bogush (en))
- 2012 : Real Humans : 100 % humain : Pilar (Anna Sise (sv))
- 2012-2014 : Parks and Recreation : Kathryn Pinewood (Mary Faber (en)) (6 épisodes)
- 2013 : Cracked : Dr Daniella Ridley (Stefanie von Pfetten)
- 2015 : Jan Hus, rebelle jusqu'au bûcher : Bekyne Katerina (Petra Spalkova) (mini-série)
- 2015 : Modus : Isabella Levin (Julia Dufvenius)
- 2015 : Jane the Virgin : Luciana Leon (Kate del Castillo) (saison 2)
- 2015-2017 : Quantico : Hannah Wyland (Eliza Coupe) (5 épisodes)
- 2016 : Guerre et Paix : Annette « Anna » Pavlovna Scherer (Gillian Anderson) (mini-série)
- 2016 : Devious Maids : Shannon Greene (Katherine LaNasa) (saison 4)
- 2016 : BrainDead : Claudia Monarch (Beth Malone (en))
- 2016-2017 : Once Upon a Time : Jasmine (Karen David) (9 épisodes)
- 2016-2017 : This Is Us : Olivia Maine (Janet Montgomery) (saison 1)
- 2016-2019 : La Folle Aventure des Durrell : Florence Petridis (Lucy Black) (21 épisodes)
- 2017 : Beau Séjour : Marion Schneider (Katrin Lohmann) (saison 1)
- 2017-2022 : Dynastie : Iris Machado (Elena Tovar (en)) (6 épisodes)
- 2018 : Heathers : Pauline Fleming (Deanna Cheng)
- 2018 : Nouvelle vie à la montagne (de) : Charlotte Classen (Anna Stieblich (de)) (mini-série)
- 2018 : Claws : Zlata (Franka Potente) (saison 2)
- 2018 : Dark Heart (en) : l'agent Annie Webb (Michele Austin (en))
- 2018 : Trauma : Susie Bowker (Lyndsey Marshal) (mini-série)
- 2018 : Chesapeake Shores : Robin O'Brien (Teryl Rothery) (saison 3)
- 2018-2023 : The Resident : Kit Voss (Jane Leeves) (71 épisodes)
- 2019 : My First First Love : la mère de Song-i (Yoon Bok-in) (saison 1, épisode 2)
- 2019 : Bauhaus - Un temps nouveau : Alma Mahler (Birgit Minichmayr) (mini-série)
- 2019 : Magnum : Abby Miller (Brooke Lyons) (3 épisodes)
- 2019 : Ransom : Genevieve Nair (Nahanni Johnstone (en)) (saison 3, épisode 13)
- 2019-2020 : Dare Me : Faith Hanlon (Amanda Brugel) (7 épisodes)
- 2019-2020 : The Rookie : Le Flic de Los Angeles : Grace Sawyer (Ali Larter) (13 épisodes)
- 2019-2020 : Absentia : l'agent spécial Julianne Gunnarsen (Natasha Little) (20 épisodes)
- 2019-2022 : Comment élever un super-héros : Kat Neese (Jazmyn Simon) (15 épisodes)
- 2020 : October Faction : le shérif Gina Fernandez (Nicola Correia-Damude)
- 2020 : Baghdad Central : Pr Zubeida Rashid (Clara Khoury) (mini-série)
- 2021 : Walker : Dr Adriana Ramirez (Alex Meneses) (saison 1)
- 2021 : Sex Education : Anna (Indra Ové) (saison 3)
- 2021 : The Outpost : Vorta (Nikki Leigh Scott) (14 épisodes)
- 2021 : Vigil : Amy Silva (Suranne Jones)
- 2021 : Innocent : Kimmy Dale (Martina Gusmán) (mini-série)
- 2021-2022 : Destin : La Saga Winx : la reine Luna (Kate Fleetwood) (4 épisodes)
- 2021-2023 : Gossip Girl : Katherine « Kiki » Hope (Laura Benanti) (12 épisodes)
- 2021-2023 : Toujours là pour toi : Kate Mularkey (Sarah Chalke) (26 épisodes)
- depuis 2021 : Chucky : la maire Michelle Cross (Barbara Alyn Woods)
- 2022 : Son vrai visage : Laura Oliver (Toni Collette) (mini-série)
- 2022 : Irma Vep : Jade Lee (Vivian Wu) (mini-série)
- 2022 : Tales of the Walking Dead : Sandra (Kersti Bryan) (saison 1, épisode 1)
- 2022-2023 : Winning Time: The Rise of the Lakers Dynasty (en) : Claire Rothman (Gaby Hoffmann) (17 épisodes)
- 2023 : La Mort à nu (en) : Linda Yates (Anna Andresen)

#### Séries d'animation
- Prenez garde à Batman ! : Tatsu Yamashiro / Katana
- La Légende de Blanche-Neige : Blanche-Neige
- La Légende de Prince Vaillant : Roxanne (2e voix)
- Le Club des Cinq : Nouvelles Enquêtes : Claude
- Le Petit Nicolas : la mère de Nicolas
- Martin Mystère : M.O.M.
- Godzilla, la série : Audrey Timmonds
- Skyland : Mila
- Pokémon Générations : la mère de la fillette
- Chip et Patate : Grigole, Pierrette, Mme Laine
- L'Odyssée : Circé
- Carmen Sandiego : la comtesse Cleo
- Valérian et Laureline : Alcia
- Les Aventures de Sonic : Sally (saison 1)
- Tortues Ninja : Les Chevaliers d'écaille : April O'Neil (voix de remplacement)

### Jeux vidéo
- 1996 : Phantasmagoria II : Obsessions fatales : Jocilyn "Joss"
- 2005 : Jade Empire : Étoile de l'Aube ; Madame Jong et la messagère de la Princesse Lian
- 2007 : Mass Effect : Nassana Dantius
- 2009 : Borderlands : Patricia Tannis
- 2009 : Dragon Age: Origins : voix additionnelles
- 2011 : Infamous 2 : Lucy Kuo
- 2011 : Star Wars: The Old Republic : Jedi consulaire (femme)
- 2012 : Borderlands 2 : Patricia Tannis
- 2014 : The Elder Scrolls Online : Voix additionnelles
- 2015 : Resident Evil: Revelations 2 : Claire Redfield
- 2017 : Dishonored : La Mort de l'Outsider : Sœur Lena Rosewyn
- 2018 : Assassin's Creed Odyssey - Discovery Tour : narratrice
- 2019 : Borderlands 3 : Patricia Tannis
- 2019 : Star Wars: Jedi Fallen Order : voix additionnelles
- 2020: Assassin's Creed Valhalla : Randvi
- 2021 : Outriders : voix additionnelles
- 2023 : Forspoken : Tanta Sila
- 2023 : Hogwarts Legacy : L'Héritage de Poudlard : Pr Bai Howin
- 2023 : Starfield : Sarah Morgan

### Direction artistique
- 2019 : Seberg (avec Catherine Brot)
- 2024 : A Journey (en) (assistance de Barbara Delsol)
- 2025 : Les Dossiers oubliés (assistance de Sybille Tureau)

## Voix off

### Fictions audio
- X-Files - Première partie (X-Files : Les nouvelles affaires non classées 1) (Audiolib, novembre 2017) : Assistante de Direction Anna Morales
- X-Files - Deuxième partie (X-Files : Les nouvelles affaires non classées 2) (Audiolib, février 2018) : Assistante de Direction Anna Morales